# Skrunda

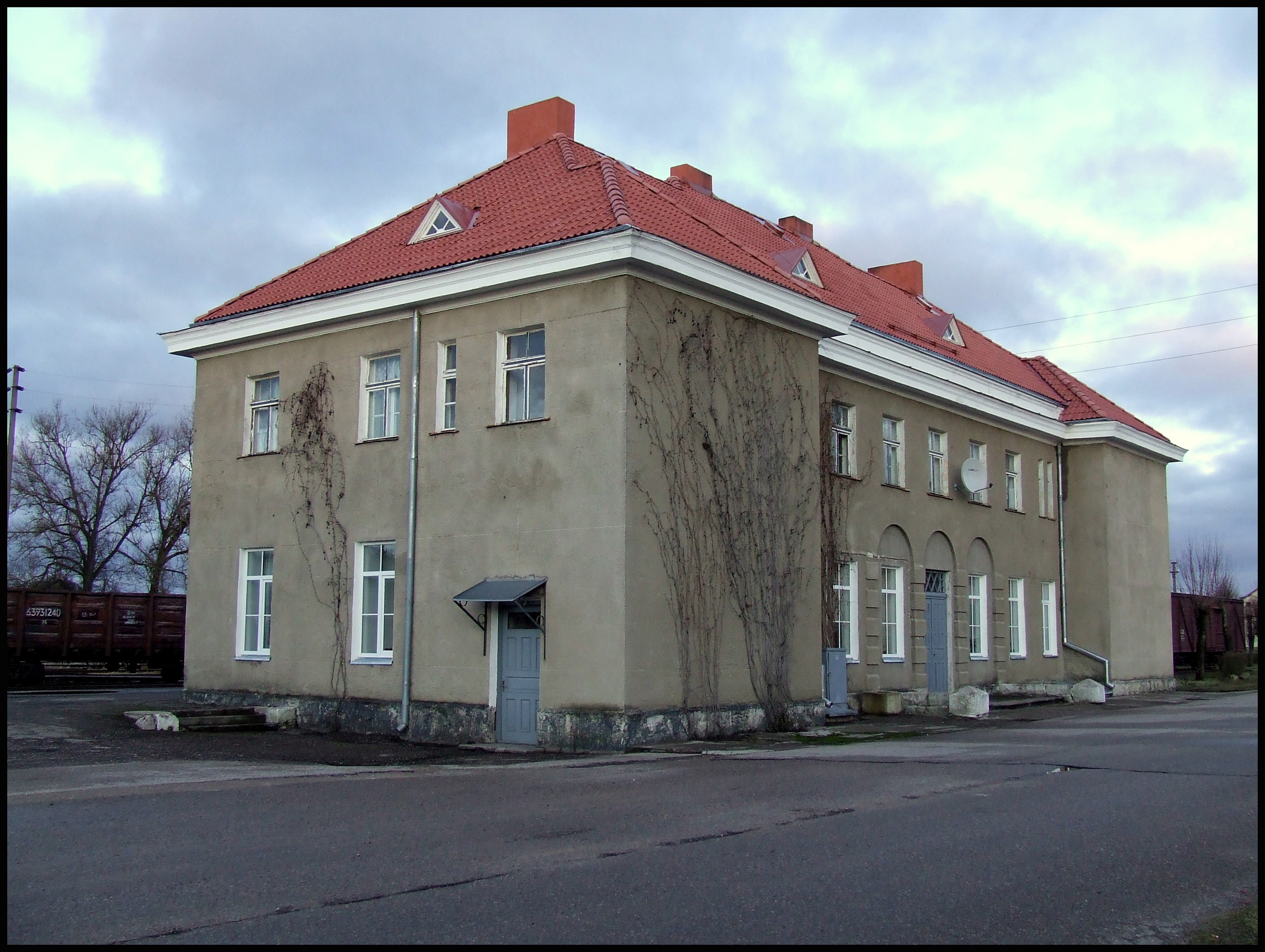
Bahnhof Skrunda

Skrunda (deutsch Schrunden) ist eine Kleinstadt im Bezirk Kuldīga in Kurzeme, Lettland, am Ufer der Venta. Sie liegt an der Straße von Liepāja nach Saldus südlich Kuldīga. Im Jahre 2022 zählte sie 1.859 Einwohner.

## Geschichte
Das Gebiet war bis zum 13. Jahrhundert von Kuren besiedelt. Skrunda wurde im Jahr 1253 erstmals urkundlich erwähnt. 1368 baute der livländische Zweig des Deutschen Ordens hier eine Burg. Im 17. Jahrhundert blühte der Ort als Teil des Herzogtums Kurland und Semgallen auf. Es gab Manufakturen für Glas sowie für Metallwaren und Kriegsgerät. Im Großen Nordischen Krieg (1700–1721) wurde die Burg zerstört und nicht wieder aufgebaut. Zur Zeit des Russischen Reiches wurde ein Krongut eingerichtet, dessen Herrenhaus noch zu besichtigen ist.
Nach dem Ersten Weltkrieg zog das 2. lettische Schützenregiment am 22. Januar in der Stadt ein. Diese Lettischen Schützen wurden eine Woche später in einem größeren Gefecht von einem ebenfalls lettischen Bataillon unter Führung von Oskars Kalpaks, welches als Teil der Baltischen Landeswehr mit den Deutschen kämpfte, wieder vertrieben.
Die Stadt entwickelte sich, nachdem Teile des ehemaligen Gutslandes zur Bebauung freigegeben wurden. 1929 wurde die Eisenbahnstrecke Glūda – Liepāja mit dem Bahnhof Skrunda eröffnet. 1935 existierten mehr als 50 Kleinunternehmen sowie einige Industriebetriebe.
Im Zweiten Weltkrieg lag die Stadt 1944 und 1945 im Frontgebiet. Nach der Eroberung Skrundas durch die Rote Armee begannen die sowjetischen Besatzer, lettische Bürger nach Sibirien zu deportieren. Allein an einem Tag, dem 25. März 1949, wurden 228 Einwohner verschleppt. Am Bahnhof erinnert ein Viehwaggon als Mahnmal an die deportierten Einwohner.
Von 1950 bis 1959 war Skrunda Kreisstadt. Es gab hier eine große Torf-Fabrik und andere Industriebetriebe.
1996 wurden Skrunda als bisher letztem lettischen Ort die Stadtrechte verliehen.
Von 2009 bis 2021 war Skrunda Sitz eines gleichnamigen Bezirks mit drei Gemeinden, der im Bezirk Kuldīga aufging.

## Sehenswürdigkeiten
- Herrenhaus Schrunden, erbaut von 1818 bis 1819 im klassizistischen Stil, Architekt Johann Georg Adam Berlitz, heute Hotel
- Evangelisch-Lutherische Kirche, 1567 gegründet, wiederaufgebaut ab 1750[3]

## Radarstation Skrunda
5 km nordwestlich der Stadt, jenseits der großen Fischteiche (Skrundas zivju dīķi), befand sich die sowjetische Militärbasis Skrunda-1. Dort wurde von 1965 bis 1969 eine Überhorizontradar-Anlage vom Typ Dnestr-M aufgebaut, um ballistische Raketen zu erfassen, die von U-Booten der NATO gestartet wurden. Westlich davon wurde Ende der 1970er Jahre eine Anlage vom Typ Dnjepr mit einer Reichweite von 4000 km hinzugefügt. Die Station in Skundra war ein Teil des Gürtels von Stationen des sowjetischen Frühwarnsystems gegen Angriffe von Langstreckenraketen, das dem Ballistic Missile Early Warning System (BMEWS) der NATO entsprach. Zu Skrunda-1 gehörten vier Hornantennen, die je 200 Meter lang und annähernd 25 Meter hoch waren. Nachdem die NATO unabhängig lenkbare Mehrfach-Sprengköpfe für Interkontinentalraketen entwickelt hatte, wurde Skrunda-1 um eine bistatische Radaranlage vom Typ Daryal-UM erweitert, die zuweilen als Skrunda-2 bezeichnet wurde. Für die Soldaten der Station und deren Angehörige wurde eine abgeschirmte Siedlung samt Geschäften, Freizeiteinrichtungen, Schule, Kindergarten und Krankenhaus angelegt.
Vier Jahre nachdem die baltischen Staaten ihre Unabhängigkeit wiedergewonnen hatten, erklärte sich Russland 1994 bereit, seine Truppen aus dem Baltikum abzuziehen. Allerdings verlangte Russland zunächst, die Frühwarnanlage in Skrunda so lange weiterbetreiben zu dürfen, bis einst ein Ersatz in Russland bereitstünde. Mit einer solchen „Ende offen“-Regelung war Lettland nicht einverstanden. Am 30. April 1994 unterzeichneten Vertreter Lettlands und Russlands eine Kompromiss-Lösung, das Abkommen zwischen der Republik Lettland und der Russischen Föderation über den Rechtsstatus der Radarstation Skrunda für die Zeit ihres befristeten Betriebs und der Demontage. Dieser Vertrag gestattete den Russen, die Radaranlage in Skrunda – gegen eine Pacht von 5 Millionen US-Dollar jährlich – noch bis zum 31. August 1998 zu betreiben, mit der Verpflichtung, sie danach innerhalb von 18 Monaten abzubauen. Die Einhaltung des Vertrages wurde im Auftrag der Organisation für Sicherheit und Zusammenarbeit in Europa von einem deutschen Luftwaffenoffizier vor Ort überwacht. Erste Teile der Anlage wurden ab Mai 1995 demontiert. Im Oktober 1999 war der Abbau der Station abgeschlossen, die letzten russischen Soldaten verließen Lettland.
Die Pläne mehrerer Investoren für Folgenutzungen des Geländes zerschlugen sich. Die verbliebenen Gebäude verfielen, Skrunda-1 wurde zu einer Geisterstadt und zu einem „Lost Place“, dessen Ambiente und Kulissen Touristen und Filmschaffende anziehen. 2015 erwarb die Stadt Skrunda das Gelände.

## Verkehr
- Skrunda hat einen Bahnhof an der Bahnstrecke Jelgava–Liepāja.
- Im Straßenverkehr liegt die Stadt an der Kreuzung der Autoceļš A9 mit der Staatsstraße 1. Ordnung P 116.

## Persönlichkeiten
- Karl Eduard Eichwald (1795–1876) arbeitete von 1819 bis 1821 als Arzt in Skrunda, bevor er als Paläontologe bekannt wurde.
- Aivars Lazdenieks (1954–2023), sowjetischer Ruderer, 1976 Silbermedaillengewinner bei den Olympischen Spielen, wurde in Skrunda geboren.

## Städtepartnerschaften
Skrunda unterhält Städtepartnerschaften mit Põltsamaa (Estland) sowie Städten in Frankreich, China und Georgien.